# Tre Ville
Tre Ville ist eine italienische Gemeinde mit 1386 Einwohnern (Stand 31. Dezember 2023) in der Provinz Trient (Region Trentino-Südtirol). Sie ist Teil der Talgemeinschaft Comunità delle Giudicarie.

## Geographie
Tre Ville ist eine Streugemeinde in den Inneren Judikarien auf der orographisch linken Talseite des Flusses Sarca an den südlichen Ausläufern der Brenta-Gruppe. Der Gemeindesitz in Ragoli liegt etwa 26,5 Kilometer westlich von Trient.
Die Nachbargemeinden sind Bocenago, Borgo Lares, Comano Terme, Dimaro Folgarida, Molveno, Pelugo, Pinzolo, Porte di Rendena, San Lorenzo Dorsino, Spiazzo, Stenico, Tione di Trento und Ville d’Anaunia.

## Geschichte
Die Gemeinde Tre Ville entstand 2016 aus dem Zusammenschluss der bis dahin eigenständigen Gemeinden Montagne, Preore und Ragoli.

## Verwaltungsgliederung
Neben Ragoli (Gemeindesitz) gehören zur Gemeinde noch die Fraktionen bzw. Weiler: Binio, Coltura, Cort, Larzana, Montagne, Palù di Madonna di Campiglio, Pez und Preore.